# Circonscriptions législatives de Quezón City
La ville de Quezón City aux Philippines est constituée de six circonscriptions législatives, chacune représentée par un député à la Chambre des représentants.

## Histoire
Entre 1939, date de création de la ville, et 1972, Quezon City appartient à la première et deuxième circonscription de la province de Rizal. Durant la Seconde Guerre mondiale, Quezon City est temporairement incorporée dans la circonscription du Grand Manille qui est représentée à l'Assemblée par deux délégués en 1943-1944. À la fin de la guerre en 1954, Quezon City redevient part de Rizal.
Sous le régime de Ferdinand Marcos, Quezon City est représentée à l'Assemblée nationale temporaire (1978-1984) par les représentants de la Région IV. Puis en 1984 elle élit quatre députés de façon indépendante, via un scrutin plurinominal. La Constitution de 1987 établit quatre circonscriptions législatives dans la ville. Ce nombre de circonscriptions est porté à six le 2 juillet 2012 par l'Acte républicain no 10170, via la division de la deuxième circonscription en trois.

## Première circonscription

Carte de la première circonscription.

- Barangays : Alicia, Bagong Pag-asa, Bahay Toro, Balingasa, Bungad, Damar, Damayan, Del Monte, Katipunan, Lourdes, Maharlika, Manresa, Mariblo, Masambong, N.S. Amoranto (Gintong Silahis), Nayong Kanluran, Paang Bundok, Pag-ibig sa Nayon, Paltok, Paraiso, Phil-Am, Project 6, Ramon Magsaysay, Saint Peter, Salvacion, San Antonio, San Isidro Labrador, San Jose, Santa Cruz, Santa Teresita, Santo Cristo, Santo Domingo, Siena, Talayan, Vasra, Veterans Village, West Triangle[3]
- Superficie : 19,59 km2[3]
- Population (2015) : 409 162[4]

| Période               | Député                    |
| --------------------- | ------------------------- |
| 8e Congrès 1987–1992  | Renato A. Yap             |
| 9e Congrès 1992–1995  | Renato A. Yap             |
| 10e Congrès 1995–1998 | Reynaldo A. Calalay       |
| 11e Congrès 1998–2001 | Reynaldo A. Calalay       |
| 12e Congrès 2001–2004 | Reynaldo A. Calalay       |
| 13e Congrès 2004–2007 | Vincent P. Crisologo      |
| 14e Congrès 2007–2010 | Vincent P. Crisologo      |
| 15e Congrès 2010–2013 | Vincent P. Crisologo      |
| 16e Congrès 2013–2016 | Francisco A. Calalay, Jr. |
| 17e Congrès 2016–2019 | Vincent P. Crisologo      |

1. ↑  Mort durant son mandat le 11 janvier 2003. Son siège reste vacant jusqu'à l'élection du 13e Congrès.

## Deuxième circonscription

Carte de la deuxième circonscription.

- Barangays : Bagong Silangan, Batasan Hills, Commonwealth, Holy Spirit, Payatas[3]
- Superficie : 46,27 km2[3]
- Population (2015) : 688 773[4]

| Période               | Député             |
| --------------------- | ------------------ |
| 16e Congrès 2013–2016 | Winston T. Castelo |
| 17e Congrès 2016–2019 | Winston T. Castelo |

### 1987–2013
- Barangays : Apolonio Samson, Baesa, Bagbag, Bagong Silangan,  Balong Bato, Capri, Commonwealth, Batasan Hills, Culiat, Fairview, Greater Lagro, Gulod, Holy Spirit, Kaligayahan, Nagkaisang Nayon, New Era, North Fairview, Novaliches Proper, Pasong Putik Proper, Pasong Tamo, Payatas, San Agustin, San Bartolome, Sangandaan, Santa Lucia, Santa Monica, Sauyo, Talipapa, Tandang Sora, Unang Sigaw

| Période               | Député               |
| --------------------- | -------------------- |
| 8e Congrès 1987–1992  | Antonio L. Aquino    |
| 9e Congrès 1992–1995  | Dante V. Liban       |
| 10e Congrès 1995–1998 | Dante V. Liban       |
| 11e Congrès 1998–2001 | Dante V. Liban       |
| 12e Congrès 2001–2004 | Ismael G. Mathay III |
| 13e Congrès 2004–2007 | Mary Ann L. Susano   |
| 14e Congrès 2007–2010 | Mary Ann L. Susano   |
| 15e Congrès 2010–2013 | Winston T. Castelo   |

## Troisième circonscription

Carte de la troisième circonscription.

- Barangays : Amihan, Bagumbuhay, Bagumbayan, Bayanihan, Blue Ridge A, Blue Ridge B, Camp Aguinaldo, Claro, Dioquino Zobel, Duyan-Duyan, E. Rodriguez, East Kamias, Escopa I, Escopa II, Escopa III, Escopa IV, Libis, Loyola Heights, Mangga, Marilag, Masagana, Matandang Balara,  Milagrosa, Pansol, Quirino 2-A, Quirino 2-B, Quirino 2-C,  Quirino 3-A, Saint Ignatius, San Roque, Silangan, Socorro, Tagumpay, Ugong Norte, Villa Maria Clara, West Kamias, White Plains[3]
  - Autres zones : Sanctuaire Notre-Dame-Reine-de-la-Paix de Quezon (en)[3]
- Superficie : 46,27 km2[3]
- Population (2015) : 324 669[4]

| Période               | Député                        |
| --------------------- | ----------------------------- |
| 8e Congrès 1987–1992  | Anna Dominique M. L. Coseteng |
| 9e Congrès 1992–1995  | Dennis Roldan                 |
| 10e Congrès 1995–1998 | Michael T. Defensor           |
| 11e Congrès 1998–2001 | Michael T. Defensor           |
| 12e Congrès 2001–2004 | Ma. Theresa T. Defensor       |
| 13e Congrès 2004–2007 | Matias V. Defensor, Jr.       |
| 14e Congrès 2007–2010 | Matias V. Defensor, Jr.       |
| 15e Congrès 2010–2013 | Jorge John B. Banal, Jr.      |
| 16e Congrès 2013–2016 | Jorge John B. Banal, Jr.      |
| 17e Congrès 2016–2019 | Jorge John B. Banal, Jr.      |

## Quatrième circonscription

Carte de la quatrième circonscription.

- Barangays : Bagong Lipunan ng Crame, Botocan, Central, Kristong Hari, Damayang Lagi, Doña Aurora, Doña Imelda,  Doña Josefa, Don Manuel, East Triangle, Horseshoe, Immaculate Conception, Kalusugan, Kamuning, Kaunlaran, Krus na Ligas, Laging Handa, Malaya, Mariana, Obrero, Old Capitol Site, Paligsahan, Pinyahan, Pinagkaisahan, QMC, Roxas, Sacred Heart, San Isidro Galas, San Martin de Porres (Cubao), San Vicente, Santo Niño, Santol, Sikatuna Village, South Triangle, Tatalon, Teachers Village East, Teachers Village West, U.P. Campus, U.P. Village, Valencia[3]
  - Autre zone : Quezon Memorial Circle[3]
- Superficie : 23,42 km2[3]
- Population (2015) : 446 122[4]

| Période               | Député                     |
| --------------------- | -------------------------- |
| 8e Congrès 1987–1992  | Ismael Mathay Junior       |
| 9e Congrès 1992–1995  | Feliciano R. Belmonte, Jr. |
| 10e Congrès 1995–1998 | Feliciano R. Belmonte, Jr. |
| 11e Congrès 1998–2001 | Feliciano R. Belmonte, Jr. |
| 12e Congrès 2001–2004 | Nanette Castelo-Daza       |
| 13e Congrès 2004–2007 | Nanette Castelo-Daza       |
| 14e Congrès 2007–2010 | Nanette Castelo-Daza       |
| 15e Congrès 2010–2013 | Feliciano R. Belmonte, Jr. |
| 16e Congrès 2013–2016 | Feliciano R. Belmonte, Jr. |
| 17e Congrès 2016–2019 | Feliciano R. Belmonte, Jr. |

## Cinquième circonscription

Carte de la cinquième circonscription.

- Barangays : Bagbag, Capri, Fairview, Greater Lagro, Gulod, Kaligayahan, Nagkaisang Nayon, North Fairview, Novaliches Proper, Pasong Putik Proper, San Agustin, San Bartolome, Santa Lucia, Santa Monica[3]
  - Autre zone : La Mesa Watershed Reservation[3]
- Superficie : 28,03 km2[3]
- Population (2015) : 535 798[4]

| Période               | Député                               |
| --------------------- | ------------------------------------ |
| 16e Congrès 2013–2016 | Alfredo Paolo 'Alfred' D. Vargas III |
| 17e Congrès 2016–2019 | Alfredo Paolo 'Alfred' D. Vargas III |

## Sixième circonscription

Carte de la sixième circonscription.

- Barangays : Apolonio Samson, Baesa, Balon-Bato, Culiat, New Era, Pasong Tamo, Sangandaan, Sauyo, Talipapa, Tandang Sora, Unang Sigaw
- Superficie : 21,97 km2[3]
- Population (2015) : 531 592[4]

| Période               | Député                             |
| --------------------- | ---------------------------------- |
| 16e Congrès 2013–2016 | Jose Christopher 'Kit' Y. Belmonte |
| 17e Congrès 2016–2019 | Jose Christopher 'Kit' Y. Belmonte |

## Circonscription plurinominale (disparue)
| Période                     | Députés                     |
| --------------------------- | --------------------------- |
| Batasang Pambansa 1984–1986 | Ismael Mathay Junior (KBL)  |
| Batasang Pambansa 1984–1986 | Orlando S. Mercado (UNIDO)  |
| Batasang Pambansa 1984–1986 | Cecilia Muñoz-Palma (UNIDO) |
| Batasang Pambansa 1984–1986 | Alberto G. Romulo (UNIDO)   |